# HD 80710
HD 80710，又名CP-66 1002，SAO 250529、HR 3713，是一颗恒星，视星等为6.11，位于銀經284.25，銀緯-12.3，其B1900.0坐标为赤經9h 16m 8.3s，赤緯-66° -12.3′ 46″。